# Scrivano

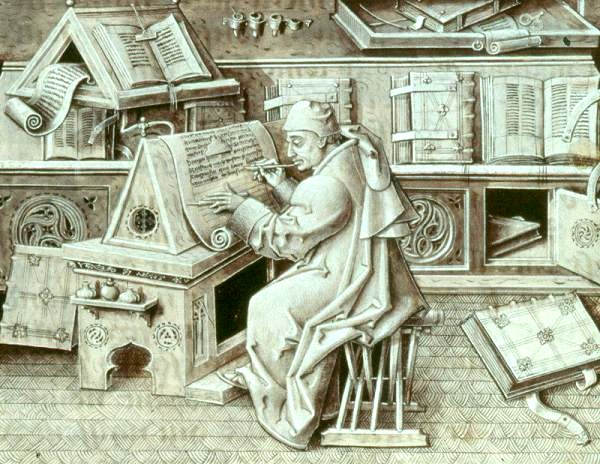
Uno scrivano in una illustrazione del XVI secolo

Lo scrivano è una persona che pratica la scrittura per conto di altri. Generalmente è impiegato negli uffici pubblici, specialmente giudiziari, addetto alla stesura o alla copiatura di atti e documenti.
Gli scrivani nell'epoca attuale, visti i tassi molto elevati di alfabetizzazione, sono quasi inesistenti.